# Czarny Las (Prusinowice)
Czarny Las – część wsi Prusinowice w Polsce, położona w województwie łódzkim, w powiecie zduńskowolskim, w gminie Szadek
W latach 1975–1998 Czarny Las należał administracyjnie do województwa sieradzkiego.